# Eoreuma multipunctellus
Eoreuma multipunctellus là một loài bướm đêm trong họ Crambidae.